# エドワード4世 (イングランド王)
エドワード4世（英: Edward IV, 1442年4月28日 - 1483年4月9日）は、ヨーク朝のイングランド国王（在位：1461年 - 1483年、ただし1470年から1471年にかけて数か月の中断がある）。
薔薇戦争（1455年 – 1485年/1487年）の第一次内乱に勝利したことにより、ランカスター家のヘンリー6世を廃位して、ヨーク朝を開いた。ウォリック伯リチャード・ネヴィルの反乱（第二次内乱）により短期間だが王位を追われて、ヘンリー6世の復位を許すが、反撃に成功して王位を取り戻している。
だが若くして急死したため、弟のリチャード3世による簒奪を許し、テューダー朝がヨーク朝を倒す結果を招いた。

## 生涯

### 生い立ち
イングランド王位継承権者ヨーク公リチャードとセシリー・ネヴィルの次男として1442年4月28日にフランスのルーアンに生まれた。彼の生まれたヨーク家は王家であるランカスター家を除くと、唯一のエドワード3世の男系子孫であった。兄であるヘンリー・オブ・ヨークは早逝しており、実質的な長男である。幼少にしてマーチ伯（ウェールズ辺境伯）に叙爵され、少年期の大部分をウェールズ境界地方（ウェールズ・マーチ）のラドロー城で過ごした。
対仏戦争（百年戦争）の主戦派だった父のヨーク公リチャードは、ヘンリー6世が重用する和平派のサマセット公エドムンド・ボーフォートとの権力闘争を激化させ、1455年に第一次セント・オールバンズの戦いを引き起こし、薔薇戦争と呼ばれる内戦に突入する。
戦いに勝利してサマセット公を戦死させたヨーク公リチャードは護国卿（摂政）に就任して権力を掌握するが、王妃マーガレット・オブ・アンジューの巻き返しを受けて窮地に陥り、1459年に内戦を再開させた。
ラドフォード橋の戦いでヨーク軍が敗れるとエドワードは母方の伯父のソールズベリー伯リチャード・ネヴィル、その子で従兄のウォリック伯リチャード・ネヴィルと共にカレーに逃れている。翌1460年7月にエドワードは彼らと共にイングランドへ逆上陸を果たし、歓迎を受けてロンドンに入城し、ノーサンプトンの戦いでランカスター軍を撃破して、ヘンリー6世を捕らえた。
ロンドンに入城した父は王位を要求したが容れられず、護国卿再任とヘンリー6世死後の王位継承者となることで妥協させられた。この後、エドワードはランカスター派討伐のためにウェールズに戻った。
翌1461年明けに父ヨーク公リチャードと次弟のラトランド伯エドムンド、ソールズベリー伯がウェイクフィールドの戦い（1460年12月30日）で敗れて戦死したことを知らされる。

### 即位へ
ヨーク公位と父の王位請求権を引き継ぐことになったエドワードは急ぎ軍を召集し、ペンブルック伯ジャスパー・テューダーとウィルトシャー伯ジェームズ・バトラーが率いるランカスター軍を2月2日にモーティマーズ・クロスの戦いで打ち破るとロンドンへと兵を進めた。ランカスター軍は第二次セント・オールバンズの戦いでウォリック伯率いるヨーク軍を撃破してヘンリー6世を奪回し、ロンドンに迫るものの、兵に略奪を許したために民衆の信望を失い、ロンドン入城を拒まれてしまう。
この間にエドワードはウォリック伯と合流してロンドン市民の歓呼を受けて入城した。彼はクラーケンウェルで開催されたヨーク派の評議会で国王に推戴され、3月4日に即位する（エドワード4世）。それから間もなく新国王とウォリック伯は北へ向かい、3月28日のタウトンの戦いで決定的な勝利を収めた。ランカスター派の王妃マーガレットと王子エドワード・オブ・ウェストミンスターはスコットランド、次いでフランスへと逃れ、ヘンリー6世は1465年に捕らえられてロンドン塔に幽閉された。

### ウォリック伯の反乱

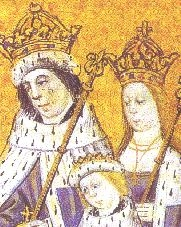
エドワード4世と王妃エリザベス・ウッドヴィル

1461年6月28日、19歳のエドワード4世はウェストミンスター寺院で戴冠式を挙行した。彼の王位は親族ネヴィル家に負うところが多く、当面の間は、彼らに指導されることに不満を抱かなかった。エドワード4世はまだ若く、遊興を好む一方で頻繁に出征しており、1462年から1463年の北部でのランカスター派残党との戦いに参加した。
もっとも、最終的な勝利を確定した1464年5月14日のヘクサムの戦いには不在であり、この時期にエドワード4世はリヴァーズ卿リチャード・ウッドヴィルの娘であり、ランカスター派騎士ジョン・グレイ（1461年死去）の未亡人であるエリザベス・ウッドヴィルと秘密結婚を行っている。この身分違いの結婚は貴族たちからの不評を買うことになる。この結婚は9月29日のミカエル祭に公表され、フランス王ルイ11世の義妹ボナ・ディ・サヴォイアとの縁組交渉を進めていたウォリック伯の面目を失わせる結果となった。
エドワード4世は新たな親族となったウッドヴィル一族を寵臣となし、舅はリヴァーズ伯に叙爵されて侍従武官長に任命され、王妃エリザベスの弟と連れ子は貴族に叙爵され、妹たちは貴族と結婚させた。外交政策ではエドワード4世はウォリック伯の親仏政策を覆し、ブルゴーニュ公との同盟を望んだ。この対立は数年間は破綻には至らなかったが、ウッドヴィル家に対する世間の不満は高まり、ウォリック伯はエドワード4世の意に反して彼の娘イザベルと結婚した王弟クラレンス公ジョージとの盟約を結ぶと1469年に反乱を起こした。エッジコート・ムーアの戦いで国王軍は敗北、不意をつかれて捕らえられたエドワード4世はウォリック城に幽閉され、舅は斬首された。
半年間エドワード4世はウォリック伯の監視下に置かれたが、リンカンシャーでの反乱の機会に自らの軍を集めることに成功した。ルーズコート・フィールドの戦いで捕えられた反乱の指導者ロバート・ウェリスはウォリック伯の関与を告白し、ウォリック伯とクラレンス公はフランスへの逃亡を余儀なくされた。
エドワード4世はこれで自らの安全は確保されたと考えたが、ウォリック伯とクラレンス公は王妃マーガレットを中心とする亡命ランカスター派と同盟を結んでいた。彼らの反撃を受けたエドワード4世はネーデルラントへの逃亡を余儀なくされた（1470年9月）。ウォリック伯はロンドン塔に幽閉されていたヘンリー6世を復辟させた。エドワード4世の妹マーガレットの夫ブルゴーニュ公シャルル（豪胆公）は当初は義弟への援助を拒否していたが、最終的には軍資金を提供した。
1471年3月にエドワード4世と末弟のグロスター公リチャード（後のリチャード3世）は小軍勢を率いてヨークシャー海岸のレーヴェンスパーに上陸した。そこから南下して4月11日に歓迎を受けつつロンドンに入り、ヘンリー6世を再度ロンドン塔へ投獄して復位を果たした。3日後の14日にバーネットの戦いでウォリック伯を敗死させ、5月4日のテュークスベリーの戦いでランカスター軍にも勝利した。捕らえられたエドワード王子は処刑され、同じく捕虜になったマーガレット王妃は後にフランスへ送還され死去、ヘンリー6世もロンドン塔で殺害された。これにより、ランカスター家の王位継承権者はほぼ根絶やしにされ、エドワード4世の王位は安泰となった。

### 治世後半

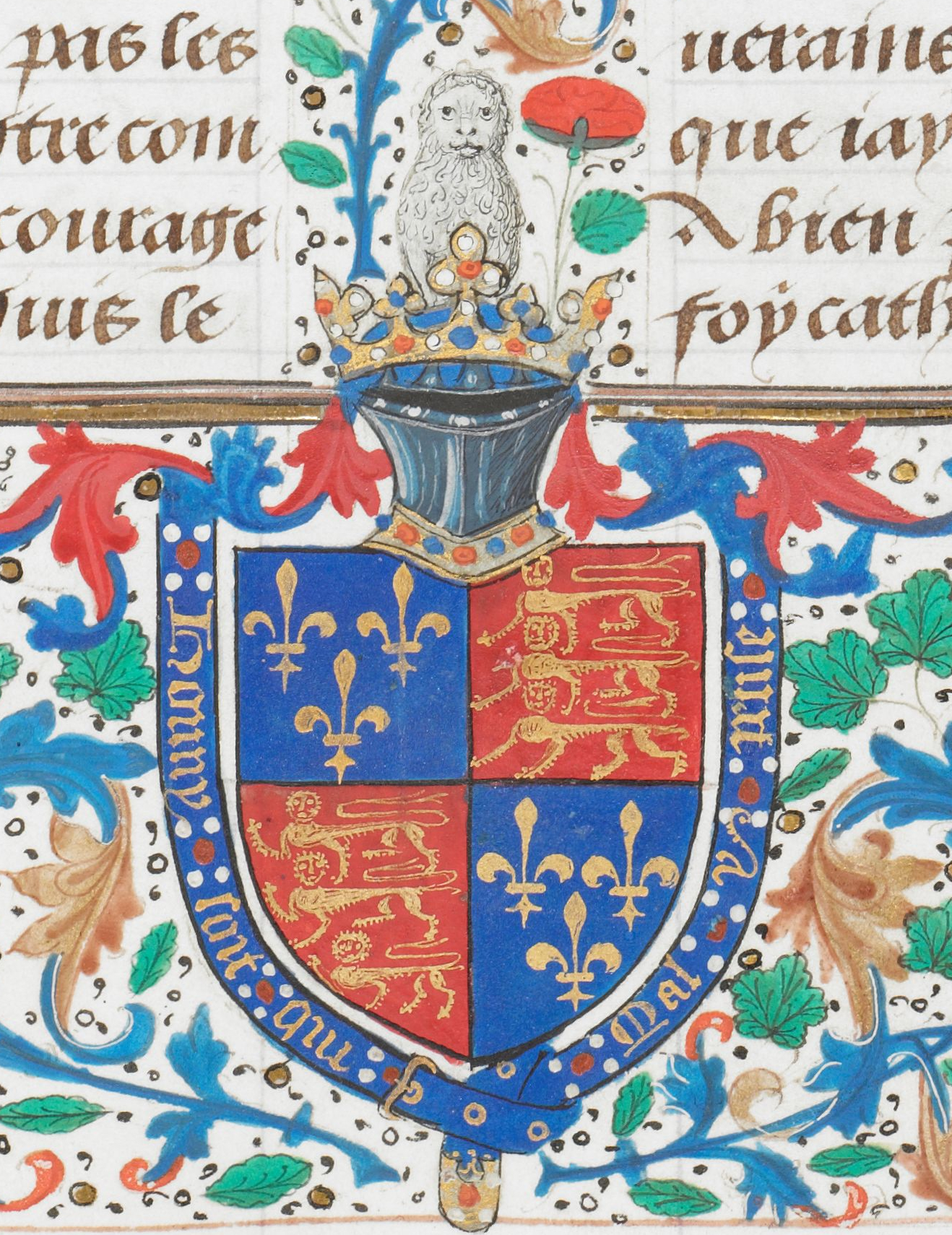
エドワード4世の紋章

エドワード4世の地位は王太子エドワード（後のエドワード5世）の誕生によって強化され（亡命中の1470年11月4日に王太子が生まれた）、敵対者たちの領地を没収することによって王室財政も潤った。クラレンス公はエドワード4世に帰順したが、末弟のグロスター公との不和が生じていた。クラレンス公はウォリック伯の長女イザベルと結婚していたが、グロスター公も次女アンと結婚してネヴィル家の遺領相続を主張していた。彼らの不和に加えて、クラレンス公は陰謀への関与を続けており、エドワード4世を悩ませていたが、結局、この問題は1478年にクラレンス公が処刑されたことで決着を見ることになった。
エドワード4世治世後半の軍事的冒険は1475年の短期間の対仏戦争であり、この結果、エドワード4世はピキニー条約を締結した。外交的にはこの条約は不名誉なものであり、同盟者ブルゴーニュ公との当初の計画ともかけ離れたものであった。しかしながら、この条約はイングランドが国力を充実させるに必要なものを供することとなった。条約によって定められたルイ11世からエドワード4世に支払われる2万フランの年金は本国政府の財政を賄わせ、課税のために議会を開く厄介を避けることができた。
ハンザ同盟とは1469年から戦争をしていたが、1474年締結のユトレヒト条約を通じて船舶の安全を確立し、海賊行為の大幅な減少につなげた。
晩年のエドワード4世は自堕落になり、醜聞にまみれたが、ロンドン市民は彼の不品行には慣れていた。宮廷の権力は、不人気にもかかわらず、ウッドヴィル家が掌握しており、北部を統治する困難な仕事はグロスター公に委ねられた。1482年、ルイ11世はピキニー条約に背反してフランス王太子シャルルとイングランド王女エリザベスとの婚約を破棄し、年金の支払いも停止した。エドワード4世は再征の準備を進めるがその最中に病に倒れた。
エドワード4世は身体強健で40代に入ったばかりであったが、おそらくは荒淫と不摂生により、1483年4月9日にウェストミンスターで急死し、ウィンザー城内の聖ジョージ礼拝堂に埋葬された。
王位は僅か12歳の長男のエドワード5世に継承されたが、3か月もたたない6月26日に叔父グロスター公によって廃位され、代わって彼がリチャード3世として即位することになった。
エリザベス・ウッドヴィルとの間には長男のエドワード5世とヨーク公リチャード・オブ・シュルーズベリーの2人の男子がいたが、リチャード3世によって兄弟はロンドン塔に幽閉され、おそらくは殺害されている。5人の女子のうち、長女エリザベスはリチャード3世を打倒してテューダー朝を開いたヘンリー7世と結婚した。

## 人物

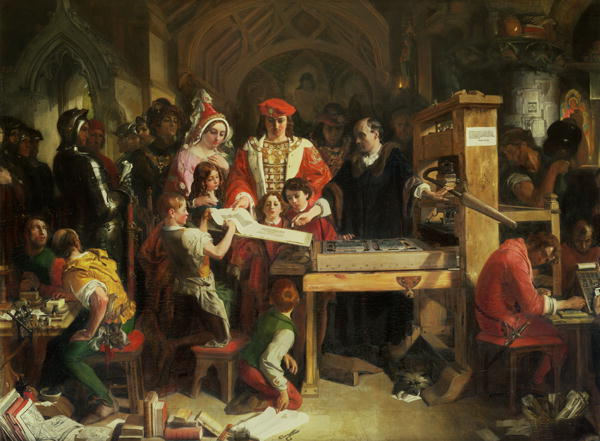
キャクストンの印刷工房を訪れたエドワード4世一家。
ダニエル・マクリース画、1851年。

エドワード4世は、多数の女性と浮名を流している。その好色ぶりから、王がロンドン市内視察に出ると市民は妻女を隠したという。青年時代は精悍な美丈夫であったが、復位して以降、不摂生に陥り、晩年は肥満体になっていた。
エドワード4世は多数の愛妾を持ったが、最も有名な女性はジェーン・ショアとエリザベス・ルーシーである。エリザベス・ウッドヴィルとの正式な結婚以前に彼はエレノア・バトラー（シュルーズベリー伯ジョン・タルボットの娘）と婚約しており、このことがリチャード3世の簒奪の際の口実となり、没後にエリザベス・ウッドヴィルとの結婚は無効とされ、2人の間の子は庶子とされた。
エドワード4世の出生自体にも醜聞がつきまとい、ウォリック伯はエドワード4世は母セシリー・ネヴィルの不義密通による私生児であり、クラレンス公こそがヨーク公リチャードの正統な血筋であるとの噂を流しており、この醜聞話はリチャード3世の簒奪時にも利用された。
簒奪時の利用に関しては、リチャード3世とは異なり、エドワード4世の背丈や顔がヨーク公リチャードに全く似ていないことを語られたとされる。非嫡出子かどうかの真相は分からないが、1469年までに、母セシリーはエドワード4世を非嫡出子と宣言し、ウォリック伯とともに、クラレンス公ジョージに王位を譲るように働きかけていたという証拠があるとする見解もある。
人物像として、エドワード4世とは何度も対面したことのあるフィリップ・ド・コミーヌは回想録『Mémoires』において、「世界中の美しい貴公子の中でも最も美しい」「今までに見たことがないほど美しい」と彼の容貌を何度も褒めていることや、過度な快楽主義者であることのほかに、誠実で人に好かれる性格であり、他人とを比較して批判することなく褒めると喜ぶことを言及している。
またルイ11世と交わした、長女エリザベスとシャルル8世との婚約について疑わないことをはじめとして、人を疑うことができないことも指摘している。コミーヌはルイ11世に仕える前に、ブルゴーニュ公シャルル（豪胆公）に仕えていたが、1470年時の亡命の際には、エドワード4世を監禁し舅と義弟を殺し、王としての記憶を忘れ去るように今まで仕えていた使用人まで殺したウォリック伯に対しての処罰や対応が甘いことに「少々人が良すぎる（un peu simple）」と言及している。ウォリック伯に気を付けるべきだという国民やシャルル豪胆公の意見を全く聞き入れず、「こんなことになるとは思わなかった」と亡命先で言っていることには、王として相応しくないと評価している（ウォリック伯に対してのコミーヌの評価は賢いとしながらも、Jean de Wavrinが指摘するように戦場では前線で戦わず、最弱であることを自覚している）。しかし、ルイ11世、シャルル豪胆に並ぶ優れた貴公子だと評価し、ウィリアム・ヘイスティングス卿を含めてどの国よりも、君主を思って動く臣下が多いことや、敵の死体を痛めつけず（コミーヌによると、戦死したヨーク公やラトランド伯は睾丸を抜かれた）民衆や敵に寛大であることにも触れている。亡命から帰還したときには、歓迎されなかったという見解もあるが、コミーヌによると、息子の誕生、父とランカスター家からの借金と寄付金の返済、愛人たちやブルゴーニュ公国出身の商人、ロンドン市民の支持からロンドン全体的に歓迎されたようである。
ポリドール・ヴェルジルの『Anglica Historia』では、性的欲求にあらがえないことや、ウォリック伯への友愛が帰還後にもまだあったためウォリック伯を討ってから精神的にも肉体的にも蝕まれていったと書かれている。お金と有能な人たちに愛され、物事に取り組むのを好み、背が高く快活で気品があり、洞察力と記憶力が優れていることを挙げている。私生活上でも身分の低い者との交流を好み、誰とでも非常に仲良くするが、過度に友好的であるために威厳がないとも言及している。晩年は貪欲さが出てきたものの、死後も人々に愛されたと書かれている。
自身の生活態度がなっていないことを自覚していたのかエドワード4世は、長男エドワード5世の道徳観念を守ることに熱心であった。そのため、ラドローにて長男を養育しているリヴァース伯など著名な教育者たちへの手紙には「年齢に合わせて都合の良い時間に起床すること」「悪口・陰口を言う者、下品な言葉を使う者、喧嘩をする者、淫らな者を王子に近づかせないこと」「朝10時から朝食を提供し、朝食後に勉学を開始し、午後には運動をすること」「就寝時には王子を陽気で楽しい気分にさせること」が記されている。
そうしたことが結果を奏してか、ドミニク・マンチーニはエドワード5世について「教養も礼儀正しさも年齢から比較してはるかに優秀であることが分かり、また全身から威厳を感じられると同時に、顔が魅力的であり、どれほど見られようが嫌にならない」と評価している。
長女エリザベスの教育に関しても、熱心であった。娘たちは5歳くらいから正式に教育を受けさせられ、母親エリザベスや侍女たちから礼儀作法を学び、父親エドワード4世から数学と錬金術を学んだ。エリザベスは、読み書き、数学、家事、針仕事、馬術、音楽、ダンスが得意とする多彩な女性に成長したが、フランス語が両親ほど流暢ではなかった。男子の洗礼式かと思われるほど、エリザベスの洗礼式は豪華であったが、テューダー朝以降では占星術に惑わされ無駄金を使ったとしてジョン・ストウなどから批判的に記された。
ルネサンス期の王侯として、エドワード4世はイングランド初の専制君主となったが、彼はまた新文化のパトロンとして、そしてイングランド初の印刷業者となったウィリアム・キャクストンの友人として名を残す。彼は同時代のイタリアの君候たちと同様に商業的な目的から、ロンドンの商人たちに共同経営者として投資をしている。
装飾写本画家や建築家をブルゴーニュ公国からイングランド宮廷に呼び寄せ、装飾写本を多く所有した。それら装飾写本は大英図書館が所蔵する。公国から招いた装飾写本画家としてはエドワード4世の画家などが知られる。建築物の改修工事を積極的に行ったが、その例として、聖ジョージ礼拝堂、エルサム宮殿が挙げられる。

## 子女

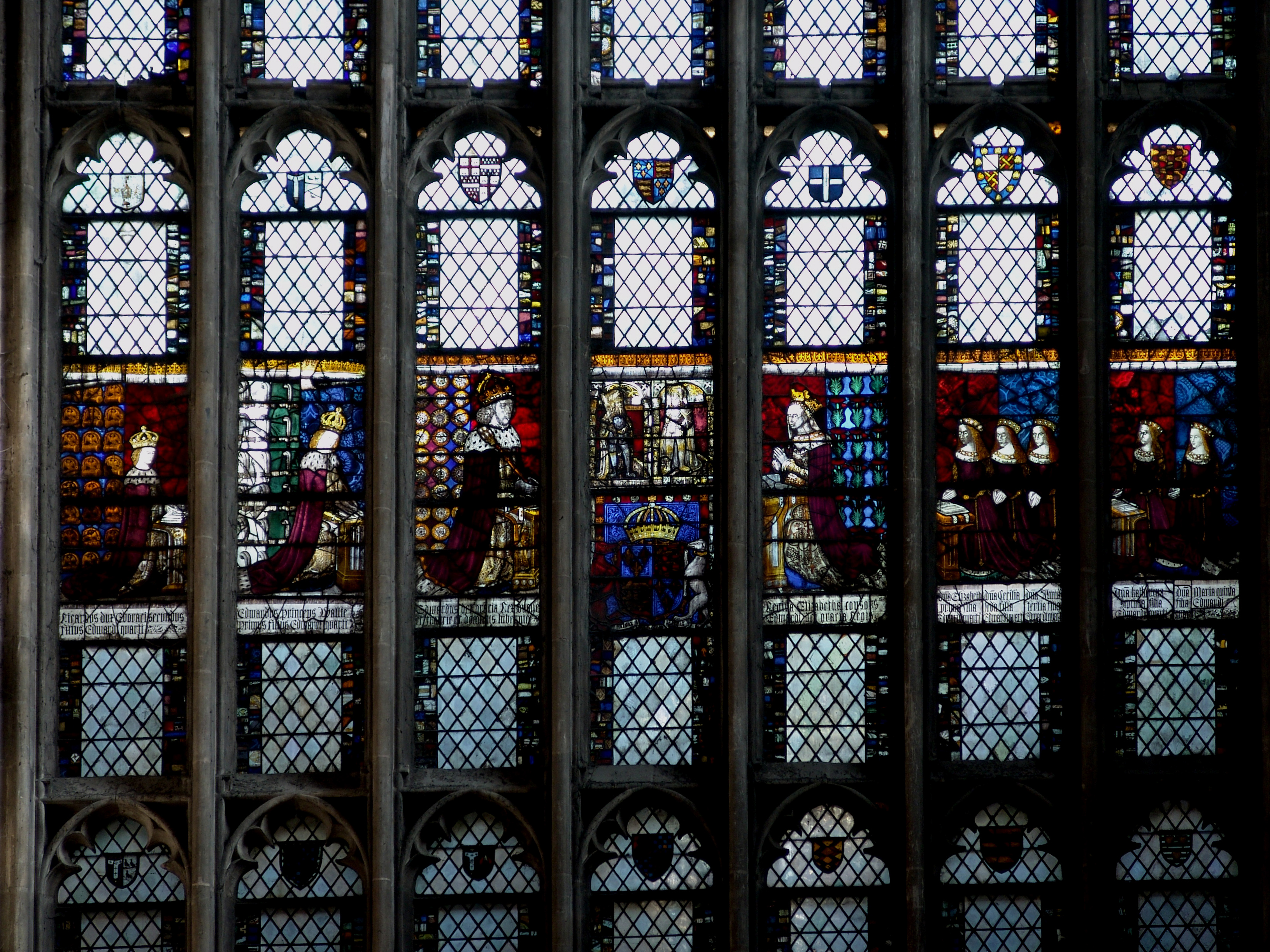
カンタベリー大聖堂のステンドグラス。左から、次男リチャード、長男エドワード5世、エドワード4世、中央には聖モリス(Saint Maurice)とカール大帝の立像、エリザベス・ウッドヴィル、復位後に生まれた娘たち、復位前に生まれた娘たち（John Prudde作）
1482年に着工し、ヨーク朝が滅びた後の1487年以降に完成したため、中央にはテューダー朝の紋章（グレーハウンドとレッドドラゴン）がある。

エドワード4世は王妃エリザベス・ウッドヴィルとの間に10人の子をもうけ、そのうち7人が成長している。1483年、リチャード3世が王位に就くために議会によってこれらの子たちは庶子と宣告された。カンタベリー大聖堂には夫妻と子ども7人が表されたステンドグラスがある。
- エリザベス・オブ・ヨーク（1466年2月11日 - 1503年2月11日） - ヘンリー7世王妃
- メアリー・オブ・ヨーク（英語版）（1467年8月11日 - 1482年5月23日）
- セシリー・オブ・ヨーク（英語版）（1469年3月20日 - 1507年8月24日） - ジョン・ウェルズ（英語版）と結婚、後にトマス・カイムと再婚。
- エドワード5世（1470年11月4日 - 1483年?）
- マーガレット・オブ・ヨーク（英語版）（1472年4月10日 - 1472年12月11日）
- ヨーク公リチャード・オブ・シュルーズベリー（1473年8月17日 - 1483年?）
- サリー女伯アン・オブ・ヨーク（英語版）（1475年11月2日 - 1511年11月23日） - ノーフォーク公トマス・ハワードと結婚。
- ベッドフォード公ジョージ・プランタジネット（1477年3月 - 1479年3月）
- キャサリン・オブ・ヨーク（英語版）（1479年8月14日 - 1527年11月15日） - デヴォン伯ウィリアム・コートネイ（英語版）と結婚。
- ブリジット・オブ・ヨーク（英語版）（1480年11月10日 - 1517年） - 修道女。

エドワード4世には幾人かの庶子がいると伝えられる。
- 愛妾：エリザベス・ルーシーまたはエリザベス・ウェイト
  - エリザベス・プランタジネット（1464年頃出生） - 1477年にサー・トマス・ラムリーと結婚。
  - ライル子爵アーサー・プランタジネット（英語版）（1460年代/1470年代 - 1542年3月3日）
- 母親不明
  - グレース・プランタジネット - 彼女は養母のエリザベス・ウッドヴィルの葬儀に出席したことで知られる[47]。
  - メアリー・プランタジネット - エラン卿ヘンリー・ハーマンと結婚[48]。
  - オードリー卿ジョン・タチェット（英語版）の最初の妻[49]。

ヨーク公リチャード・オブ・シュルーズベリーを僭称して王位を請求したパーキン・ウォーベックはエドワード4世に容貌が似ていたと伝えられる。

## 系譜
| エドワード4世 | 父: （ヨーク公） リチャード・プランタジネット | 祖父: （ケンブリッジ伯） リチャード・オブ・コニスバラ | 曽祖父: （ヨーク公） エドマンド・オブ・ラングリー[1] |
| エドワード4世 | 父: （ヨーク公） リチャード・プランタジネット | 祖父: （ケンブリッジ伯） リチャード・オブ・コニスバラ | 曽祖母: イザベラ・オブ・カスティル[2]                |
| エドワード4世 | 父: （ヨーク公） リチャード・プランタジネット | 祖母: アン・モーティマー                              | 曽祖父: （マーチ伯） ロジャー・モーティマー          |
| エドワード4世 | 父: （ヨーク公） リチャード・プランタジネット | 祖母: アン・モーティマー                              | 曽祖母: エレノア                                     |
| エドワード4世 | 母: セシリー・ネヴィル                        | 祖父: ラルフ・ネヴィル                                | 曽祖父: ジョン・ドゥ・ネヴィル                       |
| エドワード4世 | 母: セシリー・ネヴィル                        | 祖父: ラルフ・ネヴィル                                | 曽祖母: モード・パーシー                             |
| エドワード4世 | 母: セシリー・ネヴィル                        | 祖母: ジョウン・ボーフォート                          | 曽祖父: （ランカスター公） ジョン・オブ・ゴーント[3] |
| エドワード4世 | 母: セシリー・ネヴィル                        | 祖母: ジョウン・ボーフォート                          | 曽祖母: キャサリン・スウィンフォード                 |

1. [1]と[3]はともにイングランド王エドワード3世と王妃フィリッパ・オブ・エノーの子。
2. [2]はカスティーリャ王ペドロ1世の娘。姉コンスタンスは[3]の2番目の妻。
3. [3]はランカスター家の祖で、生涯に3度結婚。ヘンリー4世は、最初の妻ブランシュ・オブ・ランカスターとの子。